# La Chapelle-Janson
La Chapelle-Janson är en kommun i departementet Ille-et-Vilaine i regionen Bretagne i nordvästra Frankrike. Kommunen ligger i kantonen Fougères-Nord som tillhör arrondissementet Fougères-Vitré. År 2020 hade La Chapelle-Janson 1 483 invånare.

## Befolkningsutveckling
Antalet invånare i kommunen La Chapelle-Janson
Referens:INSEE